# Novovolynsk
Novovolynsk (ukrajinsky Нововолинськ, Novovolyns'k, rusky Нововолынск, Novovolynsk) je město ve Volyňské oblasti na Ukrajině. Žije zde přibližně 49 tisíc obyvatel.
Novovolynsk vznikl v padesátých letech dvacátého století jako město pro horníky ze vznikajících černouhelných dolů.

## Partnerská města
- Bílina, Česko[1]